# Basiphyllaea volubilis
Basiphyllaea volubilis är en orkidéart som först beskrevs av Marta Aleida Díaz Dumas, och fick sitt nu gällande namn av Victoria Sosa och Marta Aleida Díaz Dumas. Basiphyllaea volubilis ingår i släktet Basiphyllaea och familjen orkidéer.
Artens utbredningsområde är Kuba. Inga underarter finns listade i Catalogue of Life.